# Глория Леонард
Глория Леонард — (англ. Gloria Leonard, урождённая Гэйл Сандра Клинецкая, англ. Gale Sandra Klinetsky; 28 августа 1940, Бронкс, Нью-Йорк — 3 февраля 2014, Ваимеа, Гавайи) — американская порноактриса, первый редактор порножурнала High Society, также ей приписывают создание самых первых линий «Секс по телефону».

## Ранние годы
Родилась в 1940 году в еврейской семье.

## Карьера
В 1960-х годах Глория была представителем торговой компании Schweickert & Company. Позже она работала на Elektra Records, где занималась связями с общественностью. В 1970-х годах она была 35-летней матерью-одиночкой, работала на кинокомпании в Карибском бассейне. По возвращении в Нью-Йорк, ища работу, она связалась с агентом кастинга Дороти Палмер, которая и предложила ей роль в фильме для взрослых. Взяла имя Глория Леонард для своего дебюта в порно «Мисти Бетховен».

### Фильмы для взрослых

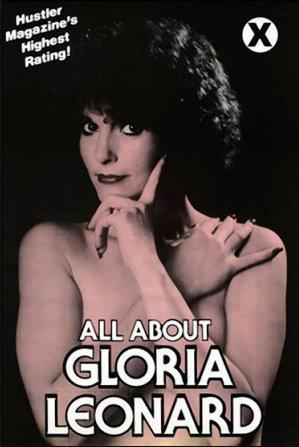

Глория Леонард начала появляться в хардкор-порнографии в 1974 году и снялась примерно в 40 фильмах. Она известна прежде всего своей ролью в фильме «Открытие Мисти Бетховен», а также в «Дочери Фермера», «Одиссея» и «Американское табу». В 1986 году Леонард прекратила сниматься в порно.
Она сняла несколько фильмов для таких компаний, как Adam & Eve, VCA Pictures и Vivid Entertainment.

## Публикация
В 1977 году Леонард была нанята издателем журнала High Society Карлом Рудерманом, который хотел женского издателя мужского журнала, и проработала в нём 14 лет, при этом продолжая сниматься в фильмах. Историк индустриальной промышленности Эшли Вест заявила в интервью, что Рудерман ожидал, что она станет номинальной фигурой, но Леонард со всей серьезностью отнеслась к этой должности. Глория действительно навестила оптовых торговцев, коммуницировала со всеми дистрибьюторами, нанимала и увольняла персонал, контролировала макеты, рекомендовала и определяла содержание, так что действительно стала практическим редактором, по крайней мере, в первые пять или шесть лет работы.
Леонард приписывают две успешные идеи: публикация обнажённых фотографий знаменитостей и линии секса по телефону. Изначально на страницах журнала High Society просто публиковали кадры кинофильмов с обнажёнными актрисами, такими как Джоди Фостер и Голди Хоун, но после это переросло в создание приложения к журналу, названного Celebrity Skin, в 1986 году. За 25 лет Марго Киддер, Энн-Маргрет и Барбра Стрейзанд безуспешно пытались предъявить иск на журнал после публикации своих обнажённых фотографий.

## Секс по телефону
Леонард приписывают первое использование премиумных телефонных номеров 976- в рекламных целях и в качестве источника доходов: позднее это стали называть «Секс по телефону». Первоначально Леонард записывала свой собственный голос, информируя абонентов о содержании следующего выпуска журнала High Society перед его публикацией. Позже она записала других женщин, таких как Энни Спринкл. Леонард убедила владельца журнала Рудермана приобрести больше таких номеров, и бизнес начал успешно использовать журнал для продвижения сервиса.

## Появления
В начале своей карьеры Глория Леонард была опрошена журналом для статьи под названием «Все звезды Бульвара» (имеется в виду бульвар Мошолу в Бронксе) о группе самых успешных людей, которая выросла в радиусе 15 блоков. В статье также были интервью с актёром Робертом Клейном, актрисой Пенни Маршалл (и её братом, телевизионным продюсером Гарри Маршаллом) и модельерами Кельвином Кляйном и Ральфом Лореном. Леонард заметила тогда коллеге: «Да, я знала Ральфа Лорена, когда он был Ральфом Липшицем».
Леонард также выступала на церемонии награждения журнала Video Review, на которой Роберт Клейн был конферансье. Она вспомнила в интервью: "Когда он представил меня, он сказал зрителям: «В течение 15 лет я ходил в школу с этой женщиной, и я смог получше разглядеть её за три минуты в „Открытии Мисти Бетховен“, чем за все эти 15 лет»".
Леонард появилась в документальном фильме Мелиссы Моне под названием «Порно — это жизнь». Леонард произнесла вступительные слова фильма: «Не слишком много людей будут с гордостью говорить: „Посмотри на мою дочь, посмотри, как хорошо она сосёт член“».

## Телевидение
В 1984 году Глория Леонард сыграла роль продавца в эпизоде "Манна небесная" сериала «Саймон и Саймон». Леонард также была гостем на нескольких ток-шоу, включая «Шоу Опры Уинфри», «Джеральдо», «Мори», «Шоу Ларри Кинга», «Шоу Мортона Дауни-младшего» и радиошоу Говарда Стерна. Она вела и собственные телевизионные шоу — «Отчет Леонард: Только для взрослых», а затем «Горячий час покупателя с Глорией Леонард».

## Общественная работа
Леонард помогла создать и была пожизненным членом одной из самых ранних групп поддержки порноактрис. Начавшая собираться в 1984 году в доме Глории Леонард на Лексингтон-авеню, 90 в Нью-Йорке, она была названа «Клуб 90». Среди других членов были Вероника Вера, Вероника Харт, Энни Спринкл и Кандида Ройэлл.
С 1989 по 1992 год она также занимала должность административного директора Ассоциации кино и видео для взрослых до тех пор, пока эта организация не объединилась с Коалицией свободы слова. В 1998 году она была избрана её президентом. Она также была президентом Ассоциации кино и видео для взрослых в 1986 году.

## Феминизм
Леонард была феминисткой и защитницей первой поправки, она дебатировала относительно вопросов порнографии и цензуры, и их влияния на женское движение в нескольких колледжах и университетах. В 1980-х годах она вызывала на дискуссии представителей феминистской организации «Женщины против порнографии» в многочисленных университетских городках.

## Награды и признание
Она получила премию «Лучшая актриса» за роль в фильме «Американское табу» от AFAA. Леонард — член зала славы X-Rated Critics Organization (XRCO) и зала славы Adult Video News (AVN).

## Смерть
В последние годы жизни Леонард поселилась в Ваймеа, Гавайи. 31 января 2014 года или рано утром 1 февраля у неё случился обширный инсульт. Она оставалась парализованной в течение примерно 24 часов, после чего её доставили в ближайшую больницу. В результате инсульта у Леонард образовалось обширное повреждение головного мозга. Она умерла 3 февраля 2014 года в возрасте 73 лет после отключения систем жизнеобеспечения. 